# Macks Island
Macks Island är en ö i Kanada.   Den ligger i provinsen Newfoundland och Labrador, i den östra delen av landet, 1 600 km öster om huvudstaden Ottawa.
Runt Macks Island är det glesbefolkat, med 8 invånare per kvadratkilometer.